# Об'єкт (філософія)
Об'є́кт — філософська категорія, що позначає будь-яку дійсну або уявну реальність, предмет, що є частиною зовнішнього матеріального світу; предмет пізнання або діяльності людини.

## Загальна характеристика
Об'єкт, незалежно від своєї природи, завжди ставиться в опозиції до суб'єкта. Суб'єкт — це спостерігач, а об'єкт — спостережувана річ. За «законом свідомості» Фіхте: «Без суб'єкта немає об'єкта; без об'єкта немає суб'єкта», в свою чергу, це частковий випадок загального принципу діалектики: протилежності невіддільні одна від одної; без позитивного не існує негативного, без єдності — множини, без явища — сутності, без суб'єкта — об'єкта і т. ін. Наведений закон має два тлумачення: матеріалістичне та ідеалістичне. З точки зору матеріалізму, об'єкт — це фрагмент дійсності, або річ, на яку спрямована пізнавальна або практична діяльність, а носієм її є суб'єкт. Якщо діяльність зникає, річ перестає бути об'єктом, але не зникає взагалі, а стає річчю в собі. Остання й відмежовує матеріалізм від ідеалізму. Ідеалізм вважає, що суб'єкт породжує не лише визначення об'єкта-речі як такої, що сприймає діяльність, а й увесь його зміст та склад, його субстанцію. Тому тут і саме протистояння об'єкта і суб'єкта породжується останнім.
Прагматик Чарлз С. Пірс визначає поняття об'єкта як усе, про що ми можемо думати або говорити.  У загальному сенсі це будь-яка сутність: піраміди, боги,  Сократ,  Альфа Центавра, число сім, зневіра в приречення або страх перед котами. У строгому значенні воно стосується будь-якої істоти.

## Етимологія
Слово об'єкт походить від латинського objectus (obicere) зі значенням «кинути, поставити перед чи проти», від ob — і jacere — «кинути».  Як таке, це корінь для кількох важливих слів, які використовуються для отримання значення, таких як об'єктивувати (матеріалізувати), об'єктивний (посилання на майбутнє) і об'єктивізм (філософська доктрина, згідно з якою знання базується на об'єктивній реальності).

## Використання
У широкому тлумаченні слово «об'єкт» називає максимально загальну категорію, члени якої мають право на посилання, кількісну оцінку та осмислення. Терміни, подібні до широкого поняття об'єкта, включають річ, істоту, сутність, предмет, термін, частину та індивіда.
У звичайній мові «об'єктом» схильні називати тільки матеріальний об'єкт.  У певних контекстах може бути недоречним застосовувати слово об'єкт до живих істот, особливо до людей, тоді як слова сутність і істота більш прийнятні.
Деякі автори використовують об'єкт на відміну від властивості; тобто об'єкт — це сутність, яка не є властивістю. Об'єкти відрізняються від властивостей тим, що на об'єкти не можна посилатися за допомогою предикатів. Таке використання може виключати абстрактні об'єкти з числа об'єктів. Терміни, подібні до такого вживання об'єкта, включають субстанцію, індивідуум і конкретність.
Слово об'єкт також може використовуватися на відміну від суб'єкта. Є два визначення, перше визначення стверджує, що об'єкт — це сутність, яку не вдається пережити і яка не є свідомою. Друге визначення стверджує, що об'єкт — це сутність, яка відчувається. Друге визначення відрізняється від першого тим, що в другому визначенні допускається, що суб'єкт може бути одночасно і об'єктом.
Спорідненим поняттям є об'єктність. Об'єктність — це стан бути об'єктом. Один із підходів до його визначення полягає в термінах властивостей і зв'язків об'єктів. Описи всіх тіл, свідомостей і осіб мають бути з точки зору їхніх властивостей і відносин. Філософське питання про природу предметності стосується того, як об'єкти пов'язані зі своїми властивостями та відношеннями. Наприклад, здається, що єдиний спосіб описати яблуко — це описати його властивості та те, як воно пов'язане з іншими речами. Його властивості можуть включати колір, розмір і склад, тоді як його зв'язки можуть включати «на столі», «в кімнаті» і «бути більшим за інші яблука».
Поняття об'єкта має вирішувати дві проблеми: проблеми зміни та проблеми речовин. Дві провідні теорії об'єктності — це теорія субстанції, згідно з якою субстанції (об'єкти) відрізняються від своїх властивостей, і теорія зв'язків, згідно з якою об'єкти — це не більше, ніж набори своїх властивостей.

## Атрибут
Атрибут об'єкта називається властивістю, якщо його можна відчути (наприклад, його колір, розмір, вага, запах, смак і розташування). Предмети проявляються через свої властивості. Ці прояви, здається, змінюються регулярним і єдиним чином, припускаючи, що щось лежить в основі властивостей. Проблема зміни полягає в тому, що таке основна річ. Відповідно до субстанційної теорії, відповіддю є субстанція, те, що означає зміну.

## Проблема змісту
Оскільки речовини сприймаються лише через їхні властивості, сама речовина ніколи не відчувається безпосередньо. Проблема субстанції полягає у тому, на якій основі можна зробити висновок про існування субстанції, яку неможливо побачити або науково підтвердити. Згідно з теорією пучків Девіда Юма, відповіді немає; таким чином об'єкт — це лише його властивості.
Для Декарта, свідомість — це стан пізнання, який включає суб'єкт — який ніколи не може бути підданий сумніву, оскільки тільки він може бути тим, хто сумнівається, — і деякий об'єкт (об'єкти), які можуть вважатися такими, що не мають реального або повного існування або значення незалежно від суб'єкта, який його спостерігає. Метафізичні рамки також відрізняються тим, чи розглядають вони об'єкти, що існують незалежно від їхніх властивостей, і якщо так, то яким чином.
У Mūlamadhyamakakārikā Нагарджуна розглядає дихотомію між об'єктами як наборами властивостей або як окремими від цих властивостей, щоб продемонструвати, що обидва твердження розпадаються під час аналізу. Розкриваючи цей парадокс, він пропонує рішення (pratītyasamutpāda — «залежне походження»), яке лежить в самому корені буддизму.праксис. Хоча Pratītyasamutpāda зазвичай обмежується викликаними об'єктами, Нагарджуна поширює свій аргумент на об'єкти загалом, розрізняючи дві різні ідеї — залежне призначення та залежне походження. Він припускає, що всі об'єкти залежать від позначення, і тому будь-яке обговорення природи об'єктів може проводитися лише у світлі контексту. Дійсність об'єктів може бути встановлена лише в рамках тих конвенцій, які їх стверджують.

## Факти
Бертран Рассел оновив класичну філософську термінологію ще одним терміном — факт:  «Все, що є на світі, я називаю фактом». Факти, об'єкти протиставляються віруванням, які є «суб'єктивними» і можуть бути помилками суб'єкта, пізнаючого, який є їх джерелом і який впевнений у собі та мало в чому іншому. Будь-які сумніви припускають можливість помилки і тому допускають різницю між суб'єктивністю та об'єктивністю. Людина, яка знає, обмежена в здатності відрізнити факт від переконання, хибне від правдивого об'єкта та бере участь у перевірці реальності, діяльності, яка призведе до більшої чи меншої впевненості щодо реальності об'єкта. За словами Рассела, «нам потрібен опис факту, який зробив би дане переконання істинним».

## Класифікація
Об'єкт — складова пізнавального процесу, що характеризується взаємодією об'єкта з суб'єктом. Залежно від взаємодії і способу констиціювання розрізняють різні види об'єктів.

### За способом побудови
- матеріальні — незалежні від суб'єкта об'єкти. (напр. природні тіла, (Категорія географічних об'єктів)).;
- ідеалізовані — реально існуючі об'єкти, створені внаслідок реконструкції сукупних характеристик ряду (множини) інших об'єктів (тобто їх класів).

### За способом виокремлення та подання в системі знання
- емпіричний — зконструйований засобами чуттєвого споглядання та зафіксований в безпосередньому досвіді;
- теоретичний — зконструйований засобами теоретичного мислення і моделювання, шляхом синтезу властивостей, сприйнятих досвідом і змодельованих на базі власних уявлень про сутність, життєве кредо особи-персонажа.